# Turmhügel Hermersreuth
Der Turmhügel Hermersreuth ist eine abgegangene Turmhügelburg (Motte) in Hermersreuth, einem heutigen Stadtteil von Gefrees im oberfränkischen Landkreis Bayreuth.
Der Turmhügel liegt am nordöstlichen Ortsrand. Der angrenzende Hof Nr. 3 wurde als Herrenhof der Anlage zugeordnet. Von der ehemals von einem wassergefüllten Graben umgebenen Mottenanlage mit Außenwall im Süden, Norden und Osten ist noch der mittelalterliche Turmhügel erhalten. Der Graben ist im Nordwesten durch eine Einfüllung verschmälert.
Die Ortsgründung von „Hermannsreuth“ wird den Walpoten zugeschrieben und die Befestigung im Verbund mit der Burg Stein gesehen. Die Burganlage war 1370, als „Haus“ erwähnt, ein burggräfliches Lehen von Hermann Santner und um 1426 Lehen von Rüdiger von Sparneck. Das Ende der kleinen Anlage, die ihre Schutzfunktion u. a. durch die Territorialbildung der Burggrafen an Bedeutung verlor, wird um 1430 mit dem Einfall der Hussiten in Verbindung gebracht.